# Arno Čančík

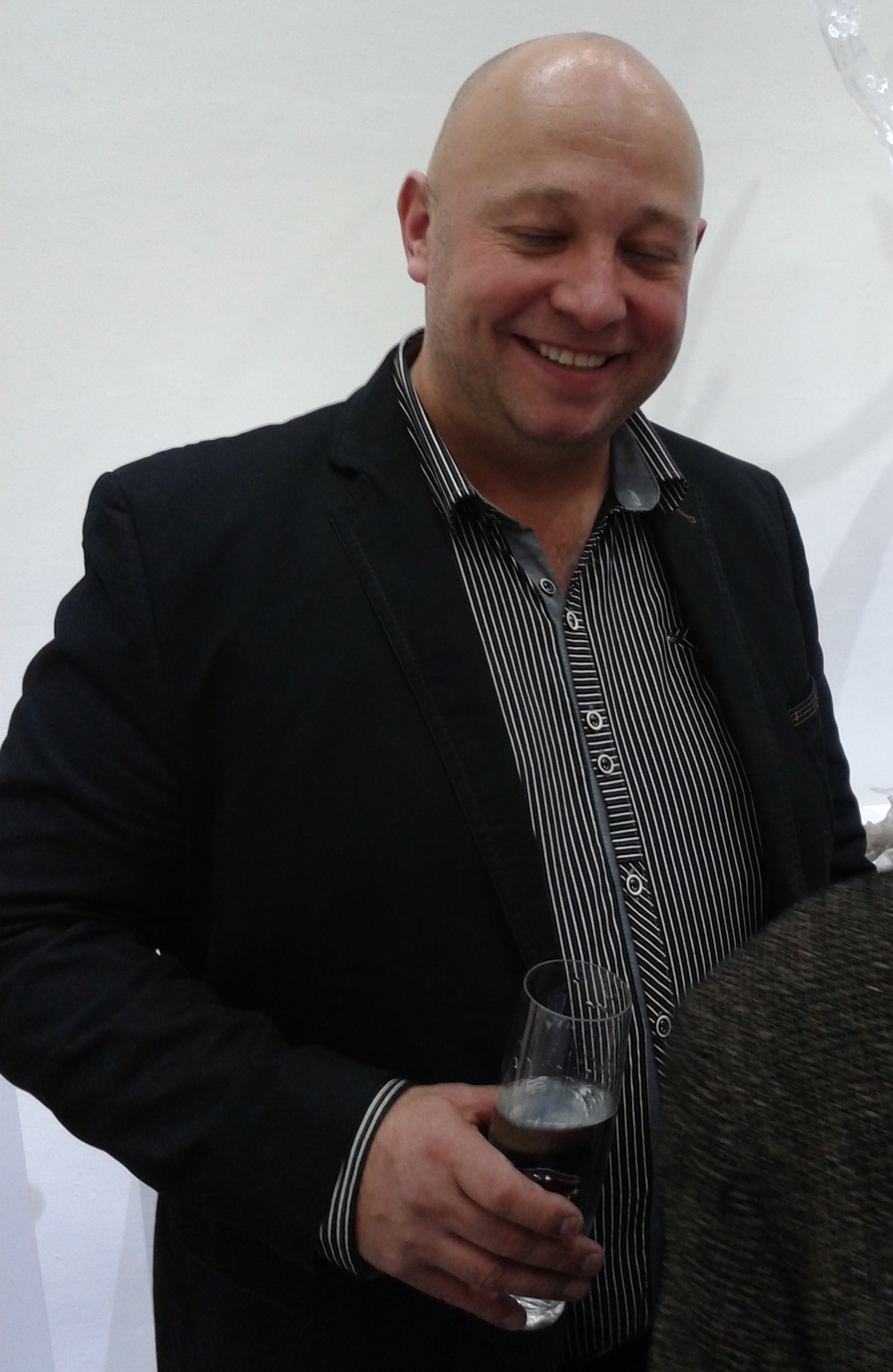
Umělecký sklář Jiří Pačinek – žák René Roubíčka a pokračovatel v tradici českého uměleckého sklářství

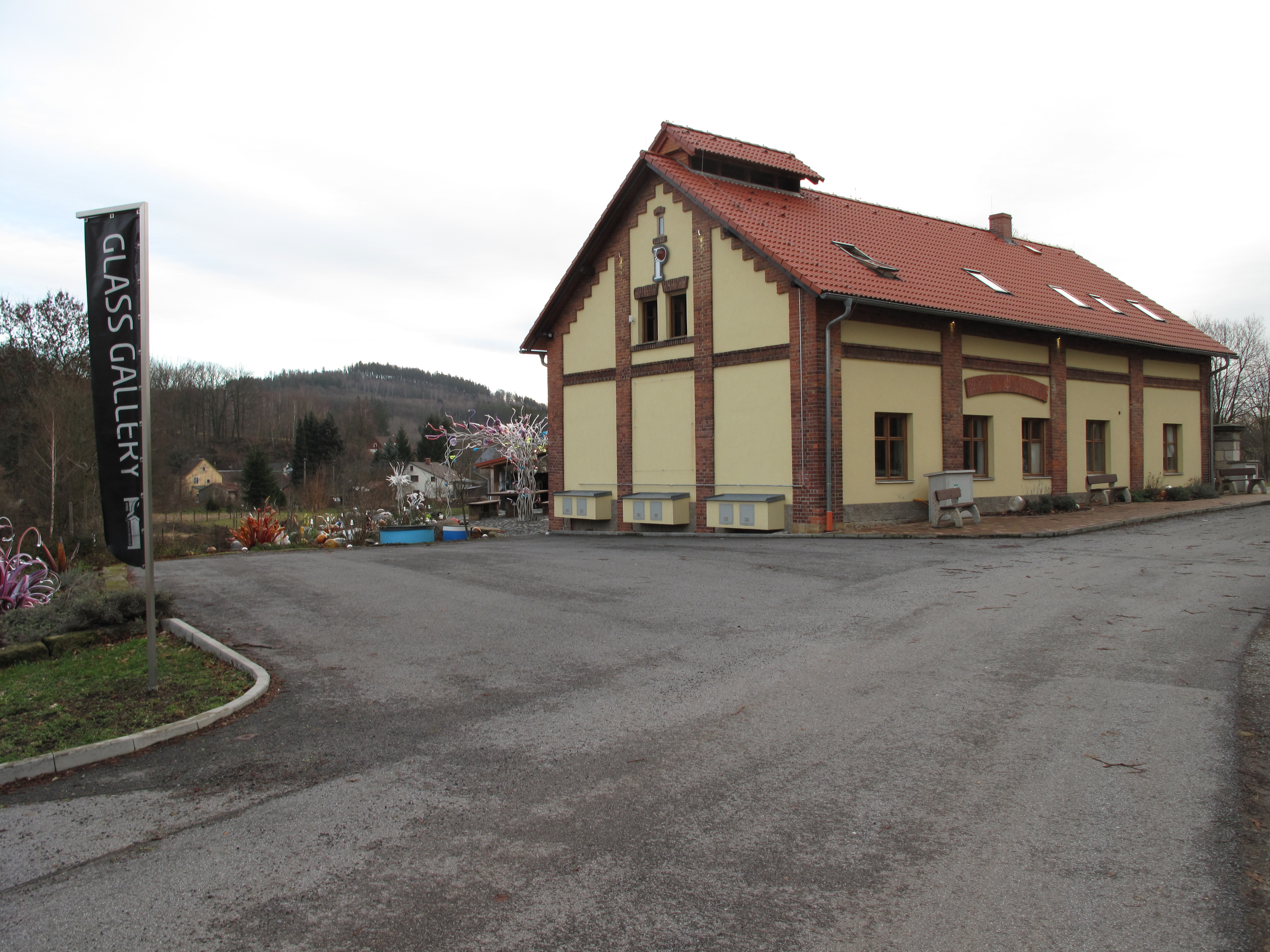
Sklárna v Kunraticích u Cvikova na Českolipsku

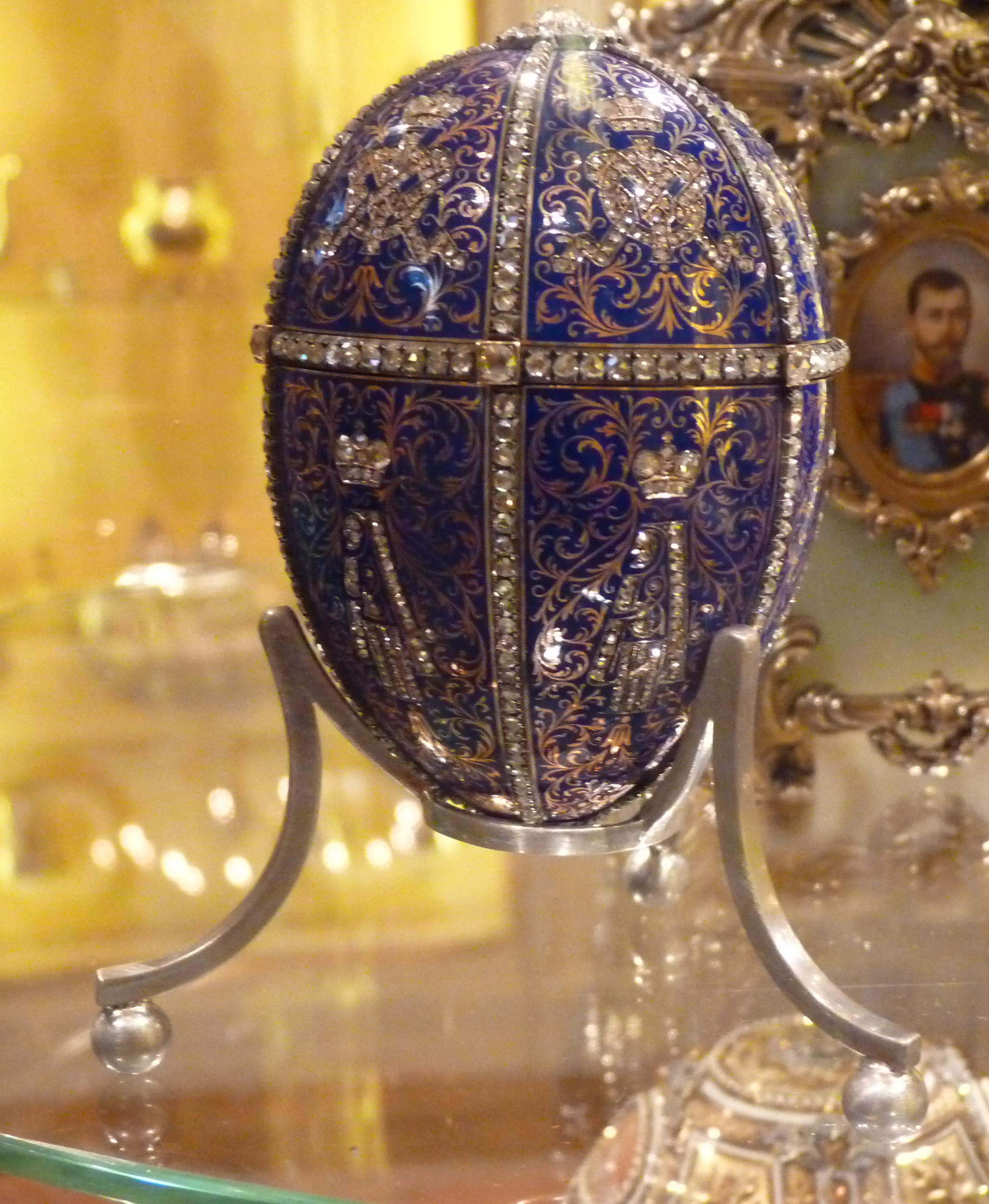
Císařské korunovační vejce, jedno z nejslavnějších a nejikoničtějších Fabergého vajec

Arno Čančík (25. května 1942 Děčín – 18. května 2025) byl český kovorytec a medailér, dlouhá léta byl členem anglické asociace rytců skla.

## Život
Arno Čančík se narodil 25. května 1942 v Děčíně. Křestní jméno Arno je norského původu. Obor kovorytectví vystudoval Arno Čančík na státní odborné škole v Jablonci nad Nisou. Rytectví a řezbářství studoval i v Novém Boru. Dlouhou dobu se věnoval návrhu mincí, plaket a medailí.
Rytí a broušení skla klasickými i pokročilými (moderními) metodami se věnoval od 70. let 20. století. K tomuto oboru činnosti jej přivedl bývalý řediteli kamenicko-šenovské školy Josef Michal Hospodka. Až do roku 1989 pracoval Arno Čančík pro Oblastní podnik služeb Praha–východ. Rytí motivu pražských Hradčan do skla se věnoval více než 30 let; pět let pracoval v provozovně na Václavském náměstí v pasáži Alfa.
Po sametové revoluci se věnoval kombinování skla s ušlechtilými kovy, dřevem, drahými kameny a nerosty. Účastnil se výstav v České republice a v zahraničí. Zpočátku vystavoval svoje práce v Japonsku – v Hirasawě, Yamaze či Kanazawě, účastnil se však i výstav v Evropě – v Holandsku, Německu a Velké Británii. Trvale žil v Novém Boru, kde též tvořil ve společném ateliéru se svojí dcerou Markétou Čančíkovou–Janatovou. Byl volně pracujícím výtvarníkem. Většina osob, kteří kupují jeho díla, jsou zahraniční zákazníci (z bývalého SSSR, Němci, Dánové a Francouzi). V ČR se jeho díla prodávají jen sporadicky.
Ve svém volném čase se věnoval vodáctví na domácích řekách i zahraničních tocích (Skandinávie, Itálie, Rakousko); byl vyznavačem trampingu a táboření v přírodě; léta zpíval v českolipském sboru učitelů.

## Autorské výstavy (chronologicky)
- 1985 - Státní zámek v Benešově nad Ploučnicí;[2][7]
- 1995 - Sklářské muzeum Kamenický Šenov;[2][7]
- 2000 - Sklářské muzeum Kamenický Šenov;[2][7]
- 2019 – Magický svět rytiny - GLASSDISTRICT Nový Bor.[7]

## Účast na výstavách (chronologicky)
- 1982 - Současné ryté sklo, Sklářské muzeum Kamenický Šenov;[2][7]
- 1984 - Trienale rytého a řezaného skla, Brno;[2][5][7]
- 1985 – Státní zámek Benešov nad Ploucnicí, ČR;[5]
- 1987 - 8. Trienale rytého a řezaného skla, Moravská galerie v Brně, Brno;[2][5][7][8]
- 1989 - Two Art Center, Hirasawa, Japonsko;[2][5][7]
- 1991 - Glass Forum, muzeum Česká Lípa;[2][5][7]
- 1991 – Glass now ´91, Yamaha, Japonsko;[5][7]
- 1992 - The International Exhibition of Glass, Kanazawa, Japonsko;[2][5][7]
- 1993 - Art Glas Centre, Schaldwijk, Holandsko;[2][5][5][7]
- 1993 - Stefan Rath-Lobmeyr, Sklářské muzeum Kamenický Šenov;[2][7]
- 1994 - Řemeslo a umění ve skle - Nový Bor;[7]
- 1995 - Gooijer Fine Art, Doesburg, Holandsko;[2][5][7]
- 1996 - 1. Symposium rytého skla - Kamenický Šenov;[7]
- 1997 - Galerie „L“ , Hamburg, Německo;[2][5][7]
- 1998 - Ontwangen van Glasgalerie, Hertogenbosch, Holandsko;[2][5][7]
- 1999 - 2. Symposium rytého skla - Kamenický Šenov;[7]
- 1999 - Grande Espozicione, Florencie, Maggio;[2][7]
- 2000 - Galerie „Hermann“, Drachselsried, Německo;[2][7]
- 2001 - Kunst bei Gericht, Galerie „F“ Dresden, Německo;[2][7]
- 2002 - 3. mezinárodní symposium rytého skla (3 rd International symposium of engraved glass) - Kamenický Šenov;[7][8]
- 2003 - Sklo 7, Galerie Synagoga, Děčín;[2][7]
- 2004 - Státní zámek v Českém Krumlově;[2][7]
- 2004 - Svátky skla, Deštné v Orlických horách;[2][7]
- 2004 - Státní zámek v Duchcově;[2][7]
- 2004 - Cutting Edge, Art Glass Gallery, London;[2][7]
- 2005 - Kaskády - Letohrad[7]
- 2006 - 4.Symposium rytého skla - Sklářské muzeum Kamenický Šenov;[7]
- 2007 - Novoborští výtvarníci - 250 let města Nový Bor;[7]
- 2007 - WERU - Glasskunst Preis - Rudersberg - Německo;[7]
- 2007 - THE NORTH WALL - Art Centre - Oxford - Anglie;[7]
- 2007 - Dubai Index Exhibition;[7]
- 2008 - Výstava v zahradě (Sklo v zahradě), IGS Nový Bor;[2][7]
- 2008 - 8. Festival uměleckého skla - Karlovy Vary;[7]
- 2009 - 5. Symposium rytého skla - Sklářské muzeum Kamenický Šenov;[7]
- 2009 - 9. Festival uměleckého skla - Karlovy Vary;[7]
- 2009 - WERU - Glasskunst Preis - Rudersberg - Německo;[7]
- 2010 - 10. Festival uměleckého skla - Karlovy Vary;[7]
- 2012 - Sklo 7. - Státní zámek Kladno;[7]
- 2022 – Gravirtuos, Kunratice u Cvikova (kostel).[9]
- 2023 – Sklářští mistři Novoborska, Valdštejnský palác, budova Senátu parlamentu ČR, Praha[10]

## Příklady tvorby
Ve svých rytinách (většinou do čirého skla) se věnuje různým tematickým okruhům (architektura, heraldika, člověk, příroda, abstrakce, kaligrafie). Rytiny vytváří pomocí malého rotujícího kamenného nebo mosazného kotouče. Také používá kotouče z diamantu. Kotouče jsou často malé o velikosti srovnatelné se špendlíkovou hlavičkou.
- Lidická hrušeň přežila vyhlazení Lidic (2010) je rytina v křišťálu o rozměrech 28 x 20 x 58 cm. Skulptura stromu vyryta do Českého křišťálu je svoji spodní částí zasazena do hrušňového kořenu.[3]

- Z tematické oblasti heraldika je například dílo Český lev (1989) – rytina do hloubky až 1 cm do bloku skla o rozměrech: 17,7 cm x 15,3 cm x 4 cm.[6][12]

### Carská vejce
Zajímavou a velice obtížnou prací Ano Čančíka byla spolupráce při výrobě vzácných symbolů luxusu ruské šlechty – práce na tzv. carských vejcích. Jejich výrobou se zabývala francouzská klenotnická firma Fabergé, která dodávala každoročně o Velikonocích ruské carevně jedno bohatě zdobené Fabergého vejce. Tento zvyk se konal až do Říjnové revoluce v roce 1917 a definitivně skončil vyvražděním carské rodiny v noci ze 16. na 17. července roku 1918. Celkem firma v průběhu let stihla vyrobit asi 50 takovýchto kousků.
Pokračovatelé firmy Fabergé v roce 2002 oslovili rytce Arno Čančíka, zda by neudělal jedno výroční carské vejce ze skla s portréty ruských vládců. Rytec si musel sehnat portréty devíti carských osobností, zmenšit je na velikost 20 mm a po nanesení na pomocný materiál je přenést na sklo. Takto opracovaný polotovar klenotníci následně ozdobili zlatem a brilianty. Hotové carské vejce firma Fabergé věnovala ruskému prezidentovi Vladimiru Putinovi při příležitosti oslav 300 let od založení Petrohradu. Toto carské vejce bylo vystaveno v petrohradském muzeu Romanovců. Po jeho kopii zatoužili i někteří ruští oligarchové. Tato skutečnost zajistila Arno Čančíkovi práci na dalších 8 let, během kterých spolupracoval na výrobě patnácti obdobných carských vejcích. Kromě těchto carských vajec zhotovil rytec ještě dvě další tzv. Romanovská vejce. Tam byl zobrazen portrét posledního ruského cara Mikuláše II. Alexandroviče a členů jeho rodiny.
V roce 2002 se na mě obrátili, že bude výročí 300 let založení Sankt-Petersburgu. Tak jsme udělali to vejce. Mělo tam být 9 carů a careven, kteří vládli za těch 300 let a k tomu architektury, které postavili: třeba Ermitáž nebo Petropavlovsk. To vejce bylo pro mě hrozně náročné, tam jsou miniaturní portréty, které musí být naprosto věrné. Je to stálo hodně peněz, jenom ta montáž, to je samé zlato a safíry a alabastr.
Arno Čančík, O tvorbě carských vajec, 

### Triptych Faust
Z tematické oblasti člověk je například dílo (triptych) nazvané Faust.
Přihlásil jsem se do výstavy v německém Rudersbergu a měsíc před vernisáží jsem ještě nevěděl, co tam budu dělat. Potkal jsem kamaráda a ten mi říká: „Hele, vedle Rudersbergu je Knittlingen a tam se narodil doktor Faust“. Takže jsem si okamžitě našel veškerou literaturu, která k tomu je a inspirovala mě grafika Oldřicha Kulhánka. Podle těch jeho návrhů jsem si to rozpracoval a tu myšlenku jsem dal dohromady a vznikl z toho tenhle triptych.
Arno Čančík, O nápadu vytvořit triptych Faust', 

### Relikviář
Spolu se sklárnou v Kunraticích u Cvikova na Českolipsku se Arno Čančík podílel na tvorbě unikátní křišťálové schránky s ostatky svaté Zdislavy z Lemberka. Tento křišťálový relikviář předali biskupové Čech, Moravy a Slezska papeži Františkovi v listopadu 2021 při soukromé audienci ve Vatikánu. Jednalo se o čestný dar České biskupské konference a křesťanů Čech, Moravy a Slezska. Do Vatikánu relikviář doprovázel sklářský mistr Jiří Pačinek a duchovní Rudolf Repka, správce cvikovské farnosti.
Relikviář je vyroben z čirého, hutně tvarovaného skla, má podobu monstrance, v jejímž středu se nachází do křišťálu studenou technikou „zatavená“ (lepením skla) drobná kůstka z ostatků svaté Zdislavy, které jsou uloženy v Jablonném v Podještědí, kde světice působila. Na realizaci relikviáře pracoval umělecký sklář a majitel sklárny Jiří Pačinek spolu se svým týmem asi 14 dní. Další dva týdny byl relikviář opracováván ve sklorytecké dílně Arno Čančíka. Skleněná noha monstrance je zdobena rytinami, nacházejí se na ní tři kameje: na té čelní je vyobrazena svatá Zdislava, na další pak znak litoměřické diecéze a třetí nese text k 800. výročí narození světice. Hlavní část relikviáře je rovněž ozdobena rytinou.
Relikviář s ostatkem české světice a patronky Libereckého kraje byl široké veřejnosti poprvé představen v Křišťálovém chrámu v Kunraticích u Cvikova dne 2. října 2021, kde byl vystaven během slavnostní bohoslužby, jež sloužil papežský nuncius Charles Daniel Balvo.